# Luce d'Eramo

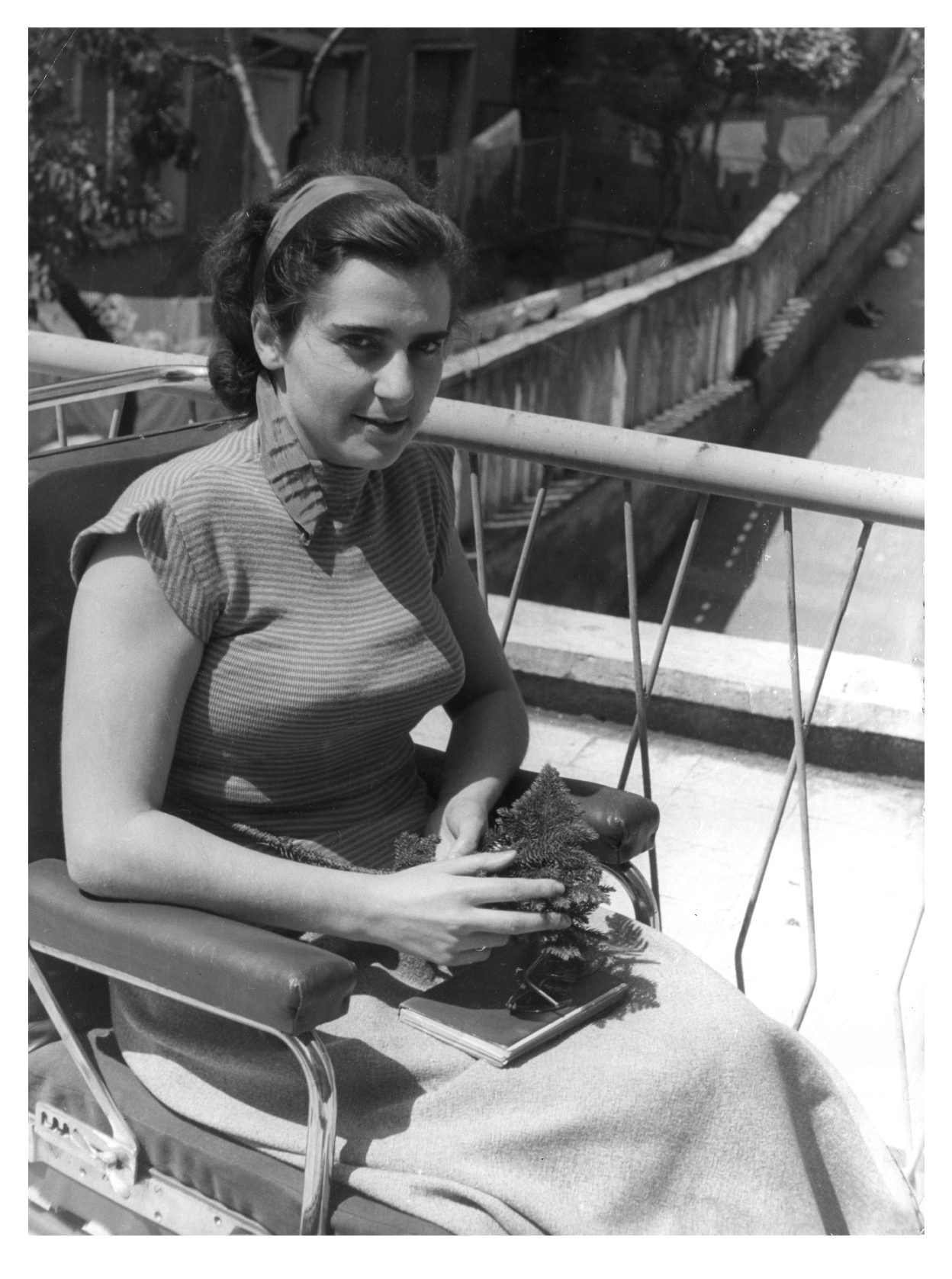
Foto de 1946.

Luce d’Eramo (Lucette Mangione, Reims, 17 de junio de 1925 – Roma, 6 de marzo de 2001) fue una escritora italiana.

## Biografía
Sus padres eran italianos, pero vivió hasta los catorce años en París. Luce d’Eramo era su nombre de casada, que mantuvo después de divorciarse de Pacifico d’Eramo.
El padre de ella, ilustrador y pintor, vivió en París entre 1912 y 1915, combatió en la Primera Guerra Mundial, se convirtió en piloto de avión en 1918 y después volvió a instalarse en Francia donde trabajó como constructor. Su madre era la secretaria del Fascio en París y se encargaba de ayudar a los trabajadores emigrantes italianos. En 1938, Luce fue repatriada con su familia a Italia, inicialmente vivió en la casa de su abuela materna en Alatri, donde se matriculó en el liceo classico (bachillerato clásico).
Luce tuvo que adaptarse al cambio de entorno tan brusco: de la realidad de París, tan moderna con diversos grupos políticos (en 1936, las marchas obreras del Front Populaire pasaron por delante de su casa) a la sociedad rural del sur del Lacio donde procesiones de gente descalza, cantando a todo pulmón, peregrinaban hacia el Santuario Certosa di Trisulti. Se encontraban curas y sacerdotes por todos lados ya que había un convento justo detrás del jardín de su abuela.
En Io sono un’aliena, Luce nos cuenta que tras ser llamada “petite macaroni” (pequeña chica macarrón) en Francia, sus compañeros de clase del Liceo Conti Gentili cambiaron este mote por «la francesina» (la pequeña francesa). El hecho de crecer sin poder echar raíces en ningún sitio contribuyó a la sensibilidad de Luce con respecto a «los otros».
Más tarde, su padre fue llamado al ejército como piloto y luego pasó a la oficina de prensa del ejército del aire. La familia se trasladó a Roma donde Lucetta (nombre con el que la llamaba su familia) cursó el último año de liceo en el Umberto (hoy en día llamado Pilo Albertelli) y luego se matriculó en la Facultad de Letras de la universidad y en el GUF (Grupos Universitarios Fascistas) como era normal para una chica criada en una familia fascista como la suya.
El día 26 de julio de 1943, el día después de la caída del régimen fascista, Luce siguió a su familia a Bassano del Grappa, donde su padre fue nombrado subsecretario de la fuerza aérea de la República de Salò (Estado títere de la Alemania nazi que existió durante los últimos años de la Segunda Guerra Mundial). Al cabo de unos meses, Luce escuchaba cada vez más rumores sobre las deportaciones y el acoso que se producía en los campos de concentración nazis. Luce estaba inquieta y confundida, pero se negaba a abandonar su idealismo de joven fascista, por lo que el 7 de febrero de 1944 decidió comprobarlo por sí misma y se escapó de casa para trabajar como voluntaria en los campos de trabajo alemanes. Primero trabajó en la empresa alemana Siemens y después en el conglomerado de empresas químicas IG Farben.

Luce pronto se dio cuenta de la cruel realidad llena de opresión y explotación en los campos y esto la llevó a rebelarse y a participar en la resistencia contra los nazis. Se solidarizó con los prisioneros rusos y participó en una huelga organizada por la resistencia francesa. Luce fue encarcelada e intentó suicidarse. Fue liberada de la cárcel gracias a la postura política de su familia y la enviaron de vuelta a su casa de Italia, pero mientras pasaba por Verona se dio cuenta de que no quería regresar a su antigua vida, por lo que se unió deliberadamente a un grupo de deportados que iban a Alemania y acabó en el campo de concentración de Dachau. Consiguió escapar del campo de concentración durante un ataque aéreo y a partir de ahí comenzó a vivir como una vagabunda clandestina realizando los trabajos más humildes en una Alemania devastada por los bombardeos de las Fuerzas Aliadas. El 27 de febrero de 1945, en Maguncia, mientras ayudaba a rescatar a los heridos que estaban hundidos entre los escombros, un muro se derrumbó sobre ella dejándole las piernas paralizadas, algo que afectará para el resto de su vida.
Todas estas vicisitudes que tuvieron lugar en menos de un año se relatan en el libro Deviazione, una novela autobiográfica y “policíaca” que empezó a escribirla pocos años después de su regreso a Italia pero que terminó y publicó más de treinta años después en 1979.
De vuelta en Italia cuando acabó la guerra, Luce pasó un tiempo en Bolonia recuperándose en el hospital Rizzoli donde conoció a Pacifico d’Eramo, un superviviente de la expedición de Rusia que se estaba recuperando de las heridas sufridas. Se casaron y se trasladaron a Roma donde Pacifico se convirtió en profesor de Filosofía. Tuvieron un hijo llamado Marco que nació en 1947. En el matrimonio ambos eran infelices, lo que hizo que terminaran divorciándose, aun así, Luce decidió seguir usando su nombre de casada.
Luce reanudó sus estudios y se licenció en Literatura (con la tesis sobre la poética de Giacomo Leopardi en 1951 y en Filosofía (con la tesis sobre la Crítica del juicio de Kant) en 1954.
Tras publicar su primer libro Idilli in coro junto con una editorial en 1951, conoció a Alberto Moravia que la admiraba como escritora y le publicó el cuento Thomasbräu (incluido posteriormente en su novela Deviazione) en la prestigiosa revista Nuovi Argomenti. Más tarde escribió el primero de sus ensayos poco convencionales, Raskolnikov e il marxismo (publicado en1960, pero reeditado en 1997) en el que entabla una conversación con Moravia sobre la Unión Soviética. En la novela Finchè la testa vive (1964), que también está incluida en Deviazione, aborda el trauma de encontrarse en una silla de ruedas a los 19 años y cómo empezar a vivir de nuevo en una Europa destruida por la guerra.
En su carrera como escritora, haber conocido a Ignazio Silone fue fundamental. Este fue su gran amigo y el protagonista de un estudio crítico-bibliográfico llamado L’opera di Ignazio Silone que fue publicado por la editorial de Arnoldo Mondadori en 1971. En ella, d’Eramo examina la resistencia de la cultura italiana ligada a un escritor nativo italiano que fue considerado en todo el mundo como uno de los grandes escritores del siglo XX. En los años de la llamada «estrategia de la tensión», su amistad con Camilla Cederna la llevó a interesarse por el caso de Giangiacomo Feltrinelli, el famoso editor que, según la versión oficial de la policía, se murió mientras quitaba una torre de alta tensión. D’eramo escribió Cruciverba político. Come funciona in Italia la strategia della diversione (1974) para ofrecer un análisis del punto de vista de la prensa en este tema.
En su narrativa también toca temas candentes y controvertidos para buscar soluciones a los miles de problemas materiales y mentales que condicionan al ser humano y para llevarle a tener una mayor conciencia de sí mismo y, a la vez, una apertura a lo desconocido y lo diferente para superar las barreras que le impiden participar y compartir con todas las personas que viven en este planeta perdido del universo. Tras citar el nazismo y la guerra en la obra Deviazione y en la posterior Racconti quasi di guerra (1999), Luce relata varios problemas como la lucha armada comunista en los anni di piombo (años de plomo) en su novela Nucleo Zero (1981); el problema de la vejez y del envejecimiento de las sociedades “mayores” en Ultima luna (1993); los oídos sordos por parte de un joven nazi rapado en Si prega di non disturbare (1995) y finalmente, en Un estate difficile (publicado en 2001), habla sobre los pensamientos de un marido dominante y el camino de una mujer a la autonomía a pesar de las consecuencias emocionales y sociales de un matrimonio  insostenible de los años 50 de Italia.
A lo largo de su carrera como escritora, Luce d’Eramo colabora con diversos artículos periodísticos y revistas como: Nuovi argomenti, La Fiera Letteraria, Studi Cattolici, Nuova Antologia, Tempo Presente, y algunos periódicos como il manifesto, l’Unità y Avvenire.
Deviazione es su novela más conocida, vendió cientos de miles de ejemplares y se convirtió en un best seller, así ha sido traducida al francés, alemán y japonés. El director Carlo Lizzani realizó una película adaptada de su novela Nucleo Zero en 1984 con el mismo nombre, también traducida al español y alemán. El libro favorito de la escritora fue la novela Partiranno (1986) una apasionada crónica sobre unos amables y curiosos extraterrestres, Nnoberavezi, que viven en la Tierra y buscan aprender. D’Eramo era una apasionada de la “alienidad” como explica en su libro-entrevista Io sono una aliena, publicado en 1999, dos años antes de morir en Roma el 6 de marzo de 2001.

## Obras
Ficción
·       Idilli in coro, Gastaldi, Milán1951.
·       Finché la testa vive, Rizzoli, Milán 1964.
·       Deviazione, Mondadori, Milán 1979; Feltrinelli, Milano 2012.
·       Nucleo zero, Mondadori, Milán 1981.
·       Partiranno, Mondadori, Milán 1986.
·       Ultima luna, Mondadori, Milán 1993.
·       Si prega di non disturbare, Rizzoli, Milán 1995.
·       Una strana fortuna, Mondadori, Milán 1997.
·       Racconti quasi di guerra, Mondadori, Milán1999.
·       Un'estate difficile, Mondadori, Milán 2001 (posthumous).
·       Il 25 luglio, Elliot Edizioni, Roma 2013.
·       Tutti i racconti (Cecilia Bello Minciacchi ed.), Elliot Edizioni, Roma 2013.
Ensayos
·       Raskolnikov e il marxismo. Note a un libro di Moravia e altri scritti, Esse, Milán 1960; Pellicanolibri, Roma 1997.
·       L'opera di Ignazio Silone. Saggio critico e guida bibliografica, Mondadori, Milán 1971.
·       Cruciverba politico, Guaraldi, 1974.
·       (ed., with Gabriella Sobrino), Europa in versi: la poesia femminile del '900, Il ventaglio, Roma 1989
·       Ignazio Silone, Ed. Riminesi Associati, Rimini 1994.
·       Io sono un’aliena, Edizioni Lavoro, Roma 1999.
·       Ignazio Silone, Castelvecchi, Roma 2014 (Yukari Saito, ed.)